# Chus Lampreave
Chus Lampreave là một nữ diễn viên người Tây Ban Nha. Bà sinh ngày 11 tháng 12 năm 1930 tại Madrid và mất ngày 4 tháng 4 năm 2016 tại Almería.
Bà bắt đầu đóng phim từ năm 1958, nhưng mới nổi tiếng quốc tế nhờ vai diễn trong phim Volver của đạo diễn Pedro Almodóvar, nhờ đó bà đã đoạt Giải cho nữ diễn viên xuất sắc nhất (Liên hoan phim Cannes) cùng với 5 nữ diễn viên khác.

## Danh mục phim
| Năm  | Phim                                     | Đạo diễn              |
| ---- | ---------------------------------------- | --------------------- |
| 1958 | El pisito                                | Marco Ferreri         |
| 1960 | El cochecito                             | Marco Ferreri         |
| 1963 | El Verdugo                               | Luis García Berlanga  |
| 1971 | Mi querida señorita                      | Jaime de Armiñan      |
| 1977 | La escopeta nacional                     | Luis García Berlanga  |
| 1980 | Patrimonio nacional                      | Luis García Berlanga  |
| 1982 | Nacional III                             | Luis García Berlanga  |
| 1984 | Entre tinieblas                          | Pedro Almodóvar       |
| 1984 | ¿Qué he hecho yo para merecer esto?      | Pedro Almodóvar       |
| 1985 | Matador                                  | Pedro Almodóvar       |
| 1985 | Sé infiel y no mires con quién           | Fernando Trueba       |
| 1985 | Lulú de noche                            |                       |
| 1986 | El año de las luces                      | Fernando Trueba       |
| 1987 | La vida alegre                           | Fernando Colomo       |
| 1987 | Moros y cristianos                       | Luis García Berlanga  |
| 1988 | Esperáme en el cielo                     | Antonio Mercero       |
| 1988 | Mujeres al borde de un ataque de nervios | Pedro Almodóvar       |
| 1992 | Belle Èpoque                             | Fernando Trueba       |
| 1992 | Supernova                                |                       |
| 1995 | Siete mil días juntos                    | Fernando Fernán Gómez |
| 1995 | Así en el cielo como en la tierra        | José Luis Cuerda      |
| 1995 | La flor de mi secreto                    | Pedro Almodóvar       |
| 1998 | Torrente, el brazo tonto de la ley       | Santiago Segura       |
| 2002 | El florido pensil                        |                       |
| 2002 | Hable con ella                           | Pedro Almodóvar       |
| 2006 | Volver                                   | Pedro Almodóvar       |

## Truyền hình
- Hermanas (1998)
- Lo+Plus (1997)

## Giải thưởng
- Giải Goya (1992)
- Fotogramas de Plata (2005)
- Liên hoan phim Cannes (2006): Giải cho nữ diễn viên xuất sắc nhất (Liên hoan phim Cannes) cùng với 5 nữ diễn viên khác trong phim Volver.